# Astaneh-ye Ashrafiyeh
Āstāneh-ye Ashrafiyeh (farsi آستانه اشرفیه) è il capoluogo dello shahrestān di Astaneh-ye-Ashrafiyeh, circoscrizione Centrale, nella provincia di Gilan. Aveva, nel 2006, una popolazione di 36.298 abitanti. Si trova sulla riva destra del fiume Sepid, a poca distanza dal mar Caspio. Vi si trova il mausoleo di Seyed Jalal od-Din Ashraf, fratello di ʿAlī al-Riḍā. La zona produce riso, arachidi, soia, tè ed erbe medicinali.